# Manjira

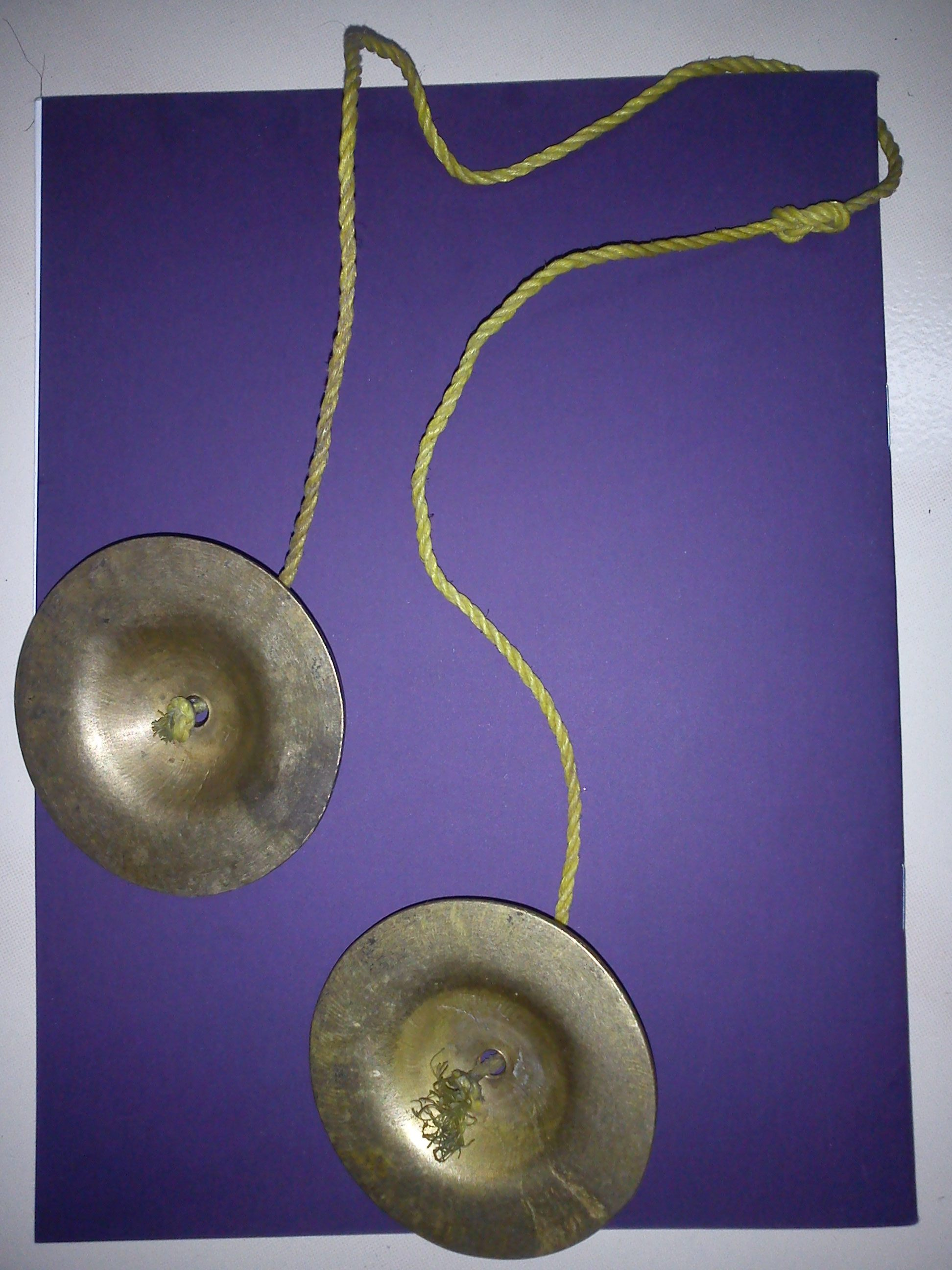
Une manjira.

La manjira est une paire de cymbalettes indienne en bronze ; au Pakistan on les appelle chinchir, talyoon, ghungrû ou kanjhyoon.
La yhanya en est une variété plus grande et plus tribale.
La chimpta est un tisonnier équipé de plusieurs cymbalettes utilisée au Punjab dans la musique shabad.

## Jeu
C'est un instrument d'accompagnement tant de la musique folklorique que classique, et dans la danse indienne. D'apparence anodine, elle joue un rôle essentiel (comme la baguette du chef d'orchestre occidental) dans la musique carnatique, puisqu'elle sert à maintenir le rythme (tâla). C'est sur elle que se calent tous les autres instruments, y compris le mridangam.